# Wustweiler
Wustweiler ist ein Ortsteil der Gemeinde Illingen im Landkreis Neunkirchen (Saarland).

## Geschichte
Ausgrabungsfunde beweisen, dass die Gegend schon in keltischer und römischer Zeit bewohnt war. In der Nähe des heutigen Ortes Wustweiler stand eine Villa Rustica. Auf dem ehemaligen Segelfluggelände oberhalb von Wustweiler wurde ein Gräberfeld mit Brandgräbern aus spätkeltischer bis frührömischer Zeit entdeckt.
Erstmals urkundlich erwähnt wurde der Ort im Jahr 1160. Bis zum 31. Dezember 1973 war Wustweiler eine selbständige Gemeinde im Amtsbezirk Illingen mit einem Gemeinderat und einem ehrenamtlichen Bürgermeister.
Seit dem 1. Januar 1974 (Gemeindereform) ist Wustweiler ein Ortsteil der Gemeinde Illingen.

## Politik

### Ortsteilvertretung

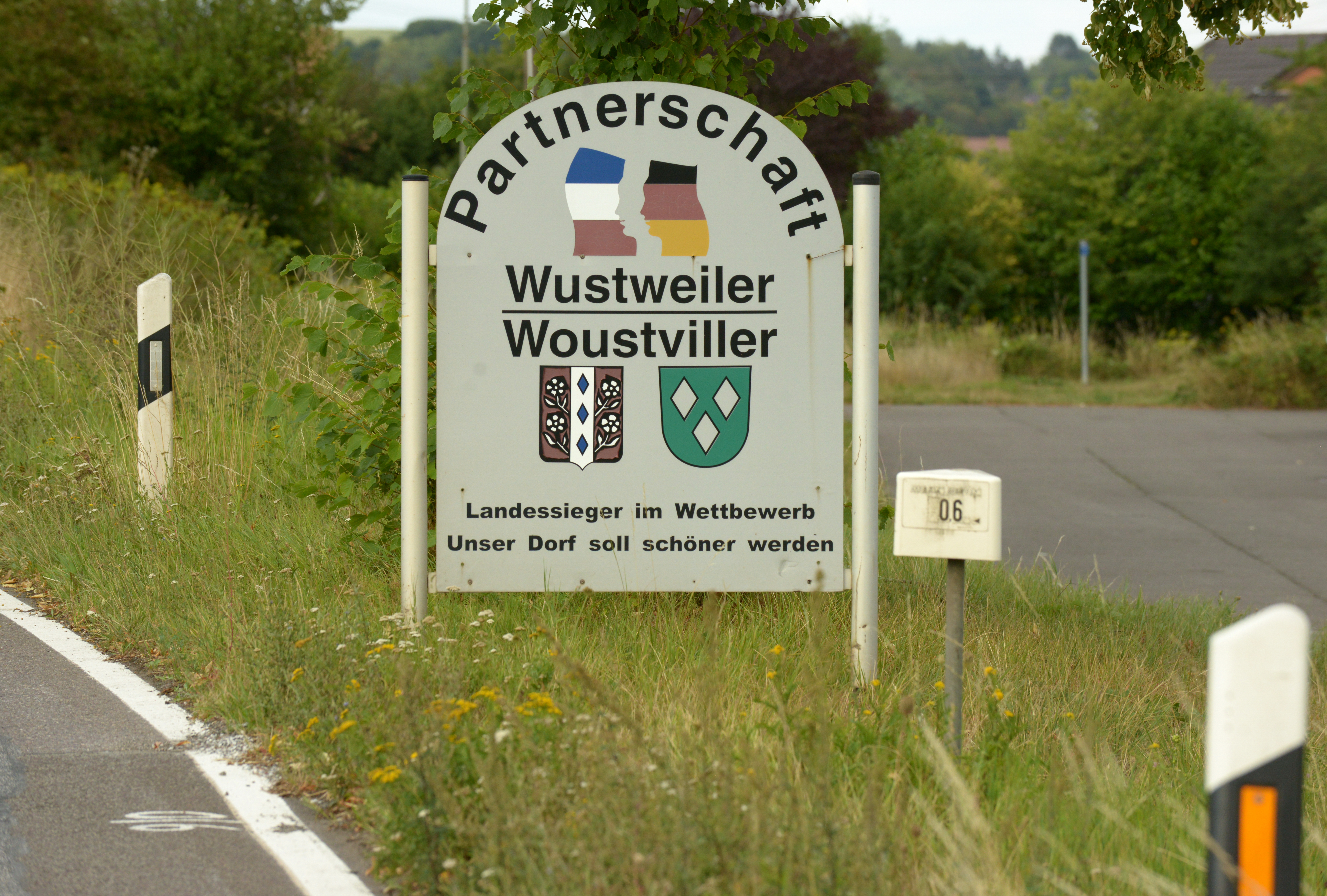
Partnerschaft mit Woustviller

Vertreten wird Wustweiler nach dem Kommunalselbstverwaltungsgesetz des Saarlandes durch den Ortsrat und den Ortsvorsteher.

### Ortsrat
Der Ortsrat besteht aus 11 gewählten Mitgliedern. Bei der Ortsratswahl am 9. Juni 2024 errang die CDU sechs Sitze, die SPD drei Sitze und die Wählergruppe Unsere Gemeinde kann mehr (UGKM) zwei Sitze.

### Ortsvorsteher
Der derzeitige Ortsvorsteher ist Michael Oswald (CDU).

### Ehemaliges Gemeindewappen
Das Wappen der Gemeinde Wustweiler wurde 1954 eingeführt und zeigt drei silberne Rauten auf grünem Grund. Dieser grüne Hintergrund soll an die landwirtschaftlichen Wurzeln Wustweilers und seine Lage im Tal erinnern. Die Rauten symbolisieren die drei Ortschaften Wustweiler, Wustweilerhof und Hosterhof.

### Partnergemeinde
Partnergemeinde ist seit 1996 das nur etwa 50 km entfernte Woustviller (deutsch ebenfalls Wustweiler, Kreis Saargemünd in Lothringen).

## Religion und Kirche

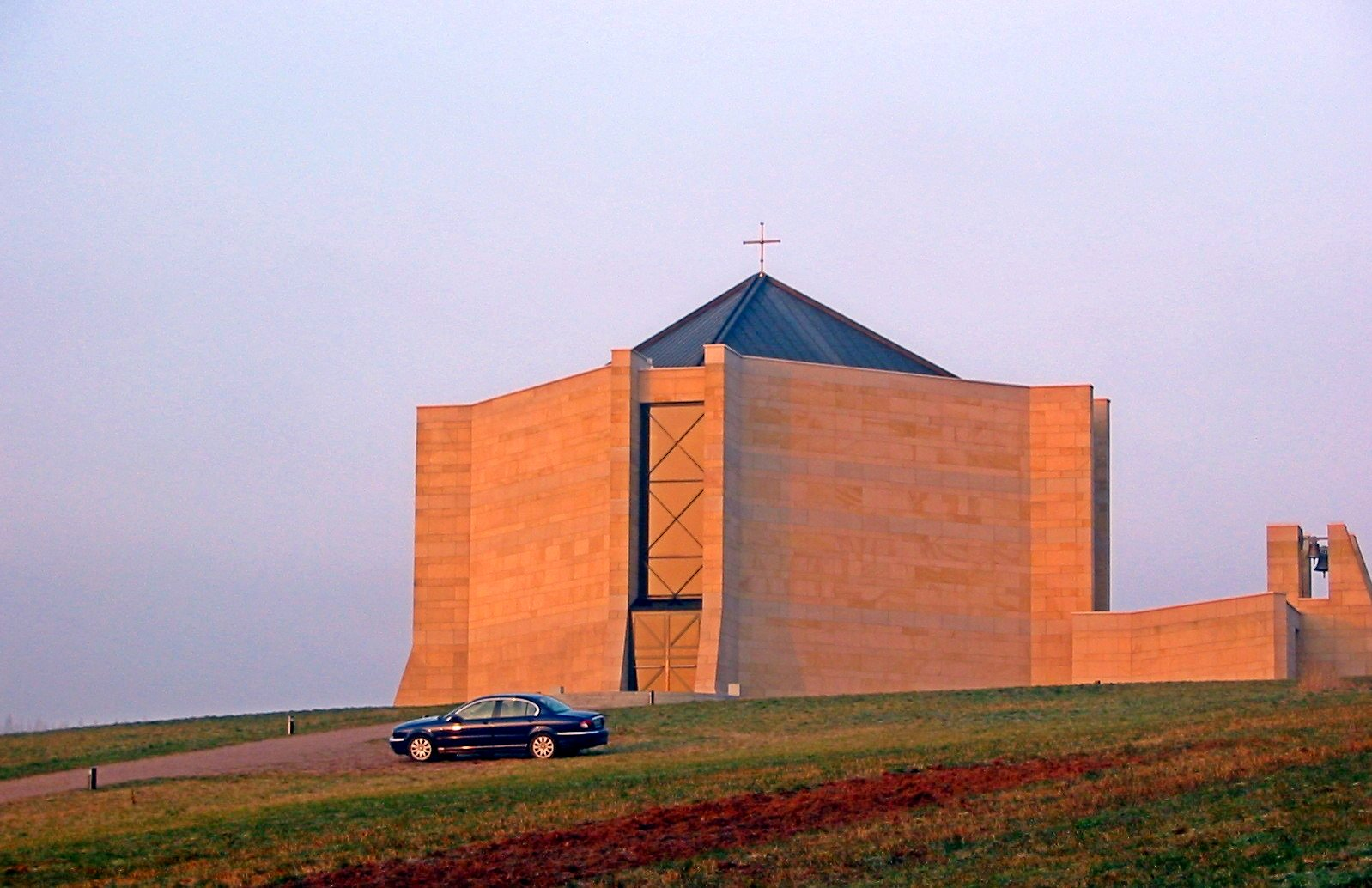
Statio Dominus Mundi

Die Einwohnerschaft ist überwiegend katholisch. 1912 begann ein Kirche-Bauverein auf den Bau einer Kirche für Wustweiler hinzuarbeiten, da die Gemeinde bislang nur von wechselnden Pfarreien betreut worden war. 1920 konnte eine Notkirche eingerichtet und feierlich eingeweiht werden. Am 2. April 1934 wurde die neue Kirche – Herz-Jesu – eingeweiht. Die private Statio Dominus Mundi in der Waldstraße in Wustweiler gilt als bedeutender moderner Sakralbau (Architekt: Alexander Freiherr von Branca, München).

## Sehenswürdigkeiten
Nördlich von Wustweiler befanden sich die Überreste der römischen Villa Rustica. Das mit Kellern und Kalt- und Warmwasserbad ausgestattete Gebäude stammte aus dem 2. Jahrhundert n. Chr. und war wohl bis zur Mitte des 3. Jahrhunderts bewohnt. In den 1930er Jahren wurde die Ruine als Steinbruch für den Haus- und Straßenbau verwendet.
In der Heimatstube in Wustweiler werden verschiedene Grabungsfunde präsentiert.
Zahlreiche Wegekreuze sind in und um Wustweiler erhalten geblieben, so etwa eines aus dem Jahr 1776 in der Humeser Straße, das zum Dank für die Rettung vor der Schweinepest errichtet wurde.
Aus den 1990er Jahren stammt der Kreuzweg zum Friedhof von Norbert Schlicker.
In Wustweiler sind mehrere Bauern- und Arbeiterhäuser aus dem 19. Jahrhundert und noch früheren Zeiten erhalten geblieben. Bemerkenswert ist ein zweigeschossiges barockes Bauernhaus in der Straße Zum Storckelborn 2, welches zurzeit originalgetreu saniert wird.
Überreste oberirdischen Kohlenabbaus stellen die sogenannten Raublöcher am Urexweiler Bergmannspfad dar.
In der Alt School in der Lebacherstraße ist die Heimatstube, die vom Heimat- und Verkehrsverein betreut wird, untergebracht.

## Bildung
Schon in den Jahren 1937 bis 1945 gab es in Wustweiler einen Kindergarten. Dann wurde erst 1967 wieder ein Kindergarten eingeweiht, der seit 1972 von der katholischen Kirchengemeinde getragen wird.
Mit Napoleons Niederlage wurde Wustweiler 1815 preußisch und die allgemeine Schulpflicht gewann Gültigkeit. Ab 1817 stand den Kindern in Wustweiler ein Lehrer zur Verfügung. Das älteste Schulhaus von Wustweiler stammt aus diesem Jahr und wird heute als Wohngebäude benutzt. Es wurde schon bald erweitert. 1867 zog die Schule in zwei verschiedene Gebäude in Wustweiler und Wustweilerhof und 1923 in einen Neubau in Hosterhof um, den sie nutzte, bis 1953 bis 1956 das noch heute genutzte Schulgebäude neben der Pfarrkirche erbaut wurde. Hier wurden die Grundschüler aus Wustweiler und Hosterhof unterrichtet.
Die Grundschule wurde 2005 im Zuge der Saarländischen Schulreform geschlossen. Die Kinder aus Wustweiler besuchen nun gemeinsam mit den Kindern aus Hirzweiler, Welschbach und Hüttigweiler die Grundschule Hüttigweiler.
Der obere Trakt des Gebäudes der ehemaligen Grundschule wird von der VHS – Volkshochschule Illingen genutzt. Der untere Trakt enthält einen Multifunktionsraum für verschiedene Veranstaltungen und Proberäume für Vereine.

## Regelmäßige Veranstaltungen
Alle drei Jahre findet ein Dorffest statt. 50 % des Gewinns werden sozialen Zwecken zugeführt (Dorfverschönerung, Heimatstube, Anliegen der Mitbürger und einem Notfonds). Der Erlös des Musikfestivals Wustock, das jährlich (außer im Jahr des Dorffestes) stattfindet, kommt hauptsächlich dem Mukoviszidose e. V. (Regionalgruppe Saar-Pfalz) und der IBSA (Begleitung Schwerstkranker), sowie anderen karitativen Zwecken zugute. Seit 2016 veranstaltet der Heimat- und Verkehrsverein jährlich im Oktober den „Grombeermarkt“ (saarländischer Begriff für Kartoffelmarkt) auf dem Festplatz vor der Seelbachhalle.

## Sonstiges
Es besteht eine Anbindung ans Schienennetz der Deutschen Bahn. Der Bahnhof Wustweiler ist mit der RB 72 erreichbar.
Wustweiler nahm mehrfach erfolgreich an dem Wettbewerb Unser Dorf soll schöner werden teil. 1991 wurde es Landessieger und erhielt auf Bundesebene eine Bronzemedaille.
Auf einer Anhöhe oberhalb von Wustweiler befindet sich ein ehemaliges Segelfluggelände.